# Farmington (Nou Hampshire)
Farmington és una població dels Estats Units a l'estat de Nou Hampshire. Segons el cens del 2000 tenia 5.804 habitants.

## Demografia
Segons el cens del 2000, Farmington tenia 5.774 habitants. La densitat de població era de 60 habitants per km².
Dels 2.343 habitatges en un 37,2% hi vivien nens de menys de 18 anys, en un 53,9% hi vivien parelles casades, en un 0% dones solteres, i en un 28,8% no eren unitats familiars. En el 21,3% dels habitatges hi vivien persones soles el 7,8% de les quals corresponia a persones de 65 anys o més que vivien soles. El nombre mitjà de persones vivint en cada habitatge era de 2,68 i el nombre mitjà de persones que vivien en cada família era de 3,09.
Per edats la població es repartia de la següent manera: un 28,1% tenia menys de 18 anys, un 7,2% entre 18 i 24, un 31% entre 25 i 44, un 23,4% de 45 a 60 i un 10,3% 65 anys o més.
L'edat mediana era de 36 anys. Per cada 100 dones de 18 o més anys hi havia 96,1 homes.
La renda mediana per habitatge era de 40.971$ i la renda mediana per família de 44.788$. Els homes tenien una renda mediana de 32.320$ mentre que les dones 24.527$. La renda per capita de la població era de 16.574$. Entorn del 6,3% de les famílies i el 9,5% de la població estaven per davall del llindar de pobresa.

## Poblacions més properes
El següent diagrama mostra les poblacions més properes.